# Mathay
Mathay település Franciaországban, Doubs megyében. Lakosainak száma 2131 fő (2022. január 1.). Mathay Voujeaucourt, Valentigney és Bourguignon községekkel határos.

## Népesség
A település népességének változása:
| Lakosok száma | 1360 | 1634 | 1960 | 2119 | 2162 | 2175 | 2158 | 2152 | 2152 | 2131 |
|               | 1968 | 1982 | 1990 | 2006 | 2013 | 2015 | 2017 | 2019 | 2020 | 2022 |